# Florida Airport
Florida Airport är en flygplats i Bolivia.   Den ligger i departementet Santa Cruz, i den nordöstra delen av landet, 700 km nordost om huvudstaden Sucre. Florida Airport ligger 185 meter över havet.
Terrängen runt Florida Airport är platt. Trakten runt Florida Airport är nära nog obefolkad, med mindre än två invånare per kvadratkilometer..
I omgivningarna runt Florida Airport växer i huvudsak städsegrön lövskog.